# 新浪云
新浪云（原名：Sina App Engine）是新浪于2009年8月开始内部开发，并在2009年11月3日正式推出第一个Alpha版本的网络应用程序托管平台。与Google App Engine相似，提供了基于PHP、JAVA、Python语言的网络应用程序托管服务，和相应的数据库、分布式储存、缓冲等应用服务。
新浪云是基于所付仅所用的计费服务方式，使用一种称为「云豆」的支付单位来计算。官方会给予一定的免费支付额——即“免费云豆”——只限于支付应用运行的资源；而对于其他增值服务需要使用现实货币支付——即兑换为「付费云豆」。